# Anna Forstenheim
Anna Goldmann Hirschler-Forstenheim (21 septembre 1836, Agram - 19 octobre 1889, Bad Vöslau) est une écrivaine et poétesse autrichienne.

## Biographie
Elle naît de parents juifs, Rosine Hirschler et Moshe Goldmann à Agram, en Croatie. Elle apprend à lire et à écrire avec sa mère et est envoyée dans une école secondaire privée pour filles.
En 1867, elle part pour Vienne et épouse le banquier et entrepreneur ferroviaire Samuel (Georg) Hirschler, avec qui elle a trois enfants, Klara (1868), Dorothea (1869) et Otto Israel (1872). Elle fonde la Société des femmes écrivains et artistes (Verein der Schriftstellerinnen und Künstlerinnen), dont elle est la trésorière. Peu de temps après le mariage de sa sœur Luise avec l'hispaniste allemand Johannes Fastenrath en 1881, elle et sa famille se convertissent au catholicisme et changent leur nom de famille en Forstenheim.
Son fils Otto meurt au ghetto de Łódź lors de la Shoah en décembre 1941.

## Publications
Son premier ouvrage connu est Caterina Cornaro (1875), un drame historique en cinq actes sur la vie de Catherine Cornaro, reine de Chypre. Elle collabore régulièrement à divers magazines, tels que Bazar, Gartenlaube, Die Presse, Wiener Hausfrauen-Zeitung (de), Berner Bund, Straßburger Zeitung.

### Ouvrages (liste non exhaustive)
- Caterina Cornaro. Historisches Drama in 5 Aufzügen, Vienna, Wallishausser'schen Buchhandlung, 1875 (lire en ligne)
- Der Zauberring des Herzens. Roman in drei Bänden, Leipzig, Friedrich, 1880
- Die schöne Melusine. Märchen in zwölf Gesängen (zu M. v. Schwind's Aquarellen-Cyclus), Stuttgart, Verlag von Paul Neff, 1881 (lire en ligne)
- Ein neues Fürstenthum in Alter Zeit, 1882
- Der Wau-Wau. Lustspiel in zwei Aufzügen, Vienna, Selbstverlag, 1882
- Prinz Tantalus. Erzählung, Berlin, Janke, 1882
- Manoli. Rumänische Volkssage erzählt, Vienna, Verlag von Carl Konegen, 1883 (lire en ligne)
- Lieder der Huldigung, Temesvar, Uhrmann, 1898